# Arapey Grande
Arapey Grande – rzeka w Urugwaju. Ma 200 km długości. Powstaje z połączenia trzech niewielkich rzek w paśmie wzgórz Cuchilla de Haedo w północno-zachodnim Urugwaju, niedaleko granicy z Brazylią. Uchodzi do rzeki Urugwaj na północny wschód od miasta Constitución. Dorzecze rzeki jest otoczone gęstymi zaroślami rzecznymi, zwłaszcza w jego końcowej części. W różnych częściach koryta rzeki uprawiane są czynności rekreacyjne, takie jak kajakarstwo, obserwacja przyrody, biwakowanie i wędkarstwo sportowe.